# 本蓮寺
本蓮寺（ほんれんじ）は、岡山県瀬戸内市牛窓町にある仏教寺院。山号は経王山、大本山本興寺末。宗派は法華宗本門流である。境内は朝鮮通信使遺跡として国の史跡に指定されている。
日蓮宗の寺院として始まった。1338年(暦応元年、延元3年)春、大覚大僧正が法華経信仰による仏堂:法華堂を建立したと言われている。
大覚大僧正はその際、牛窓の豪族である石原佐渡守(法名:信功尊儀)を教え導き、仏道に入らせて法華堂の建立を果たしたとも伝えられている。
しかし、『本蓮寺文書』に〈牛窓浦法華堂〉の名称が最初に現れるのは1450年(宝徳2年)であり、法華堂が建てられた経緯は明らかではない。

## 歴史
当寺の歴史は南北朝時代の正平2年（1347年）、京都妙顕寺の座主であった大覚大僧正が法華堂（本堂）を建立したことに始まる。牛窓は古来より風待ち・潮待ちの港として栄えた。江戸時代には朝鮮通信使が寄港し当寺に滞在し、岡山藩の饗応を受けた。朝鮮通信使は江戸時代に12回来日し、対馬から江戸までの各地の大名に使節一行の接待が命じられていた。瀬戸内海の寄港地は牛窓港が岡山藩が接待する港として整備された。本蓮寺は通信使一行が上陸して宿泊する際の宿舎となり、通信使が詠んだ詩書などが伝えられている。牛窓では毎年10月第4日曜日に通信使の風俗を模したという「唐子踊り」が少年によって舞われている。
室町時代の明応元年（1492年）に再建された本堂は番神堂、中門と共に国の重要文化財に指定されている。
通信使が使用した客殿には、小堀遠州の手によるといわれる庭園がある（見学は要予約）。
平成6年（1994年）10月11日、「朝鮮通信使遺跡」として広島県福山市鞆町・福禅寺、静岡市清水区興津・清見寺とともに史跡に指定された。

## 境内

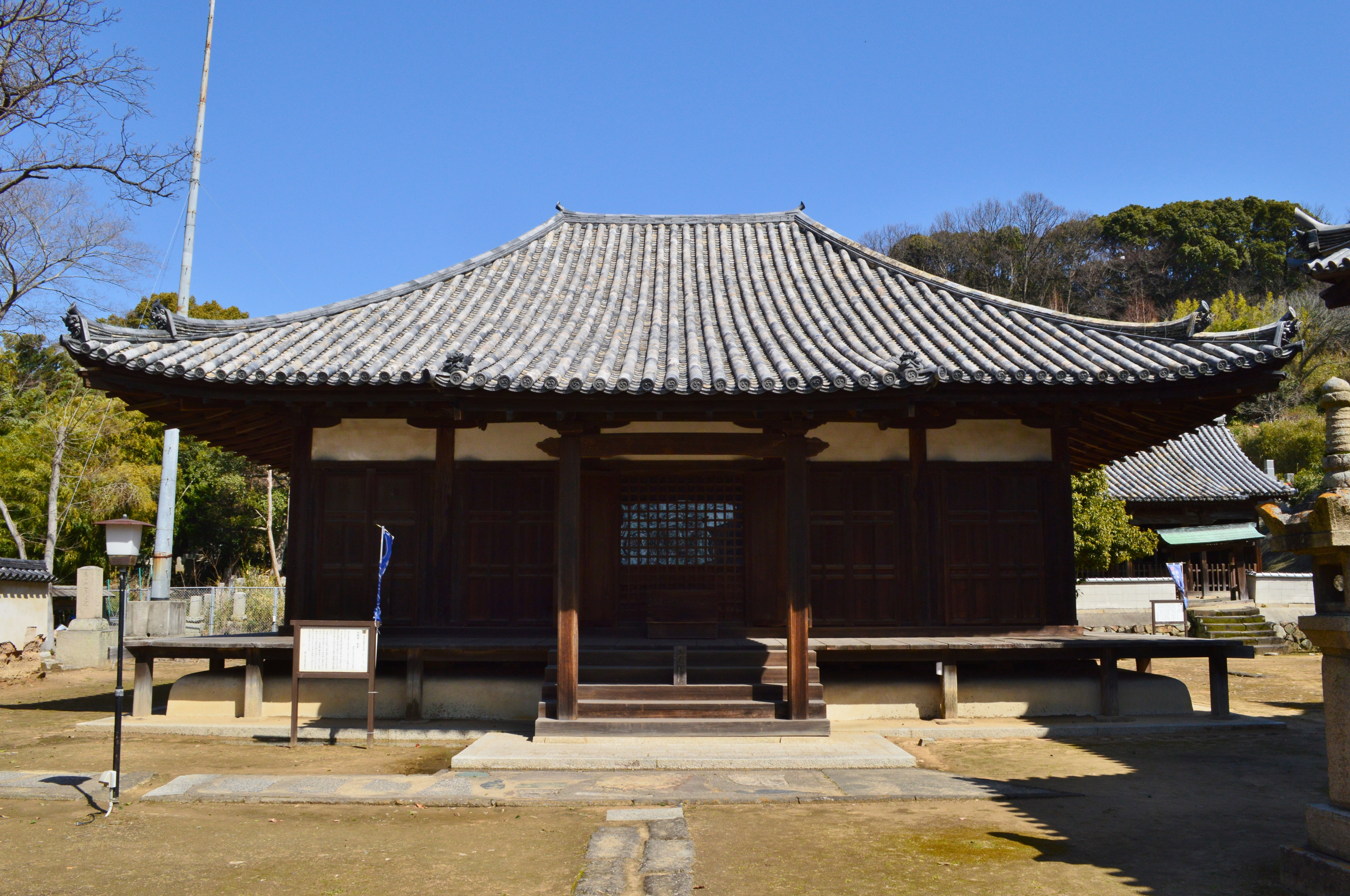
本堂（国の重要文化財）
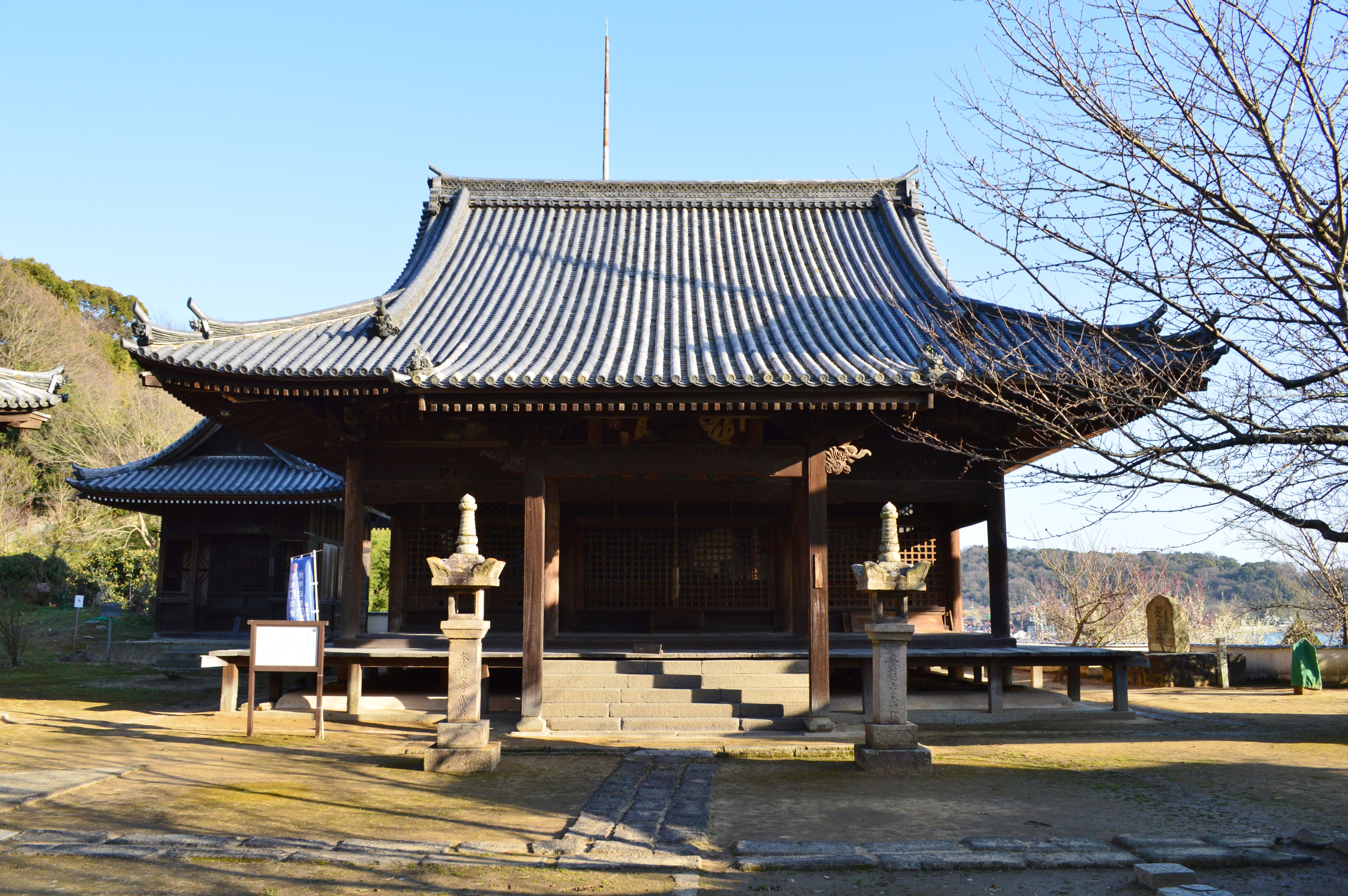
祖師堂（岡山県指定重要文化財）
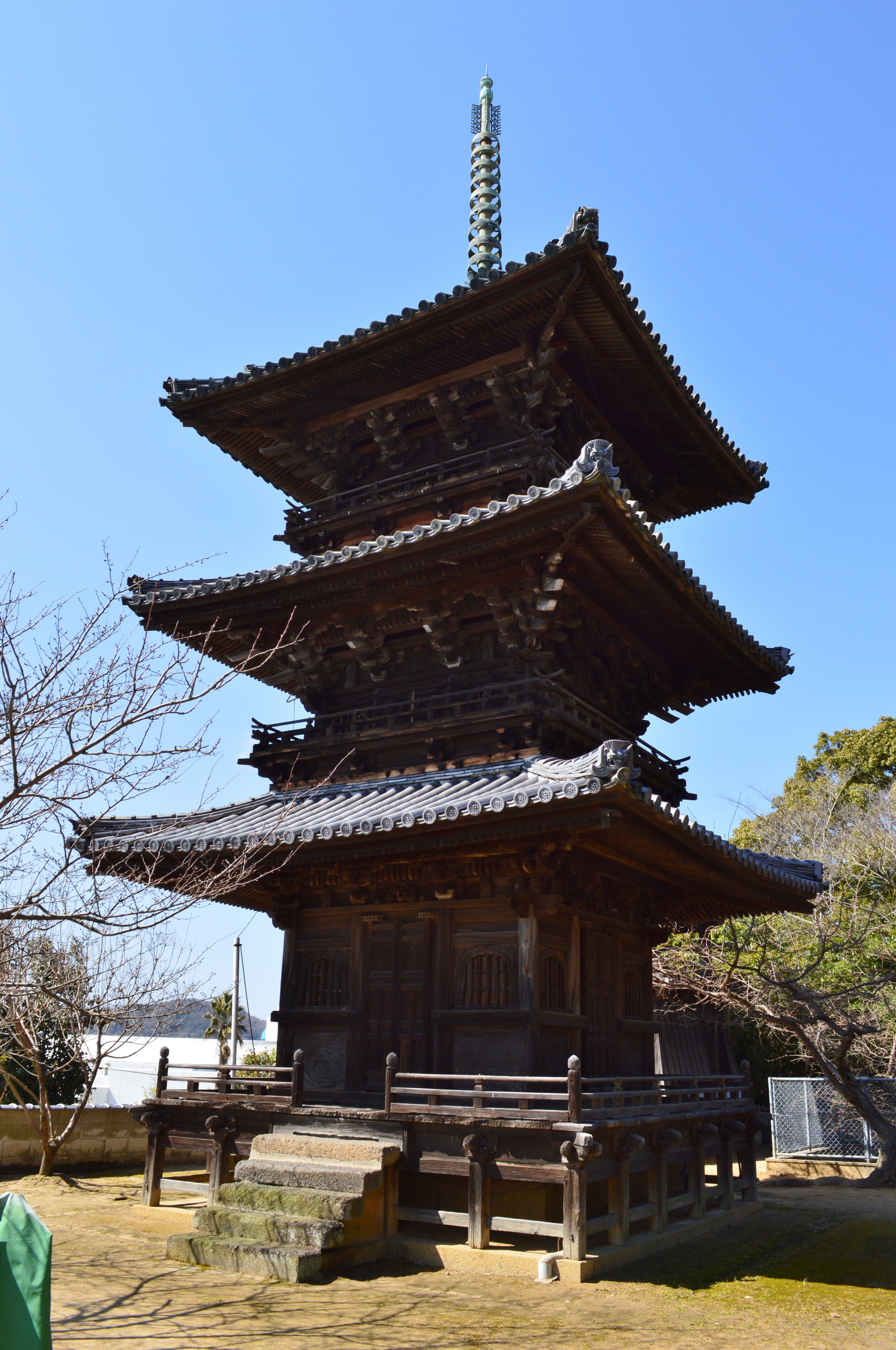
三重塔（岡山県指定重要文化財）
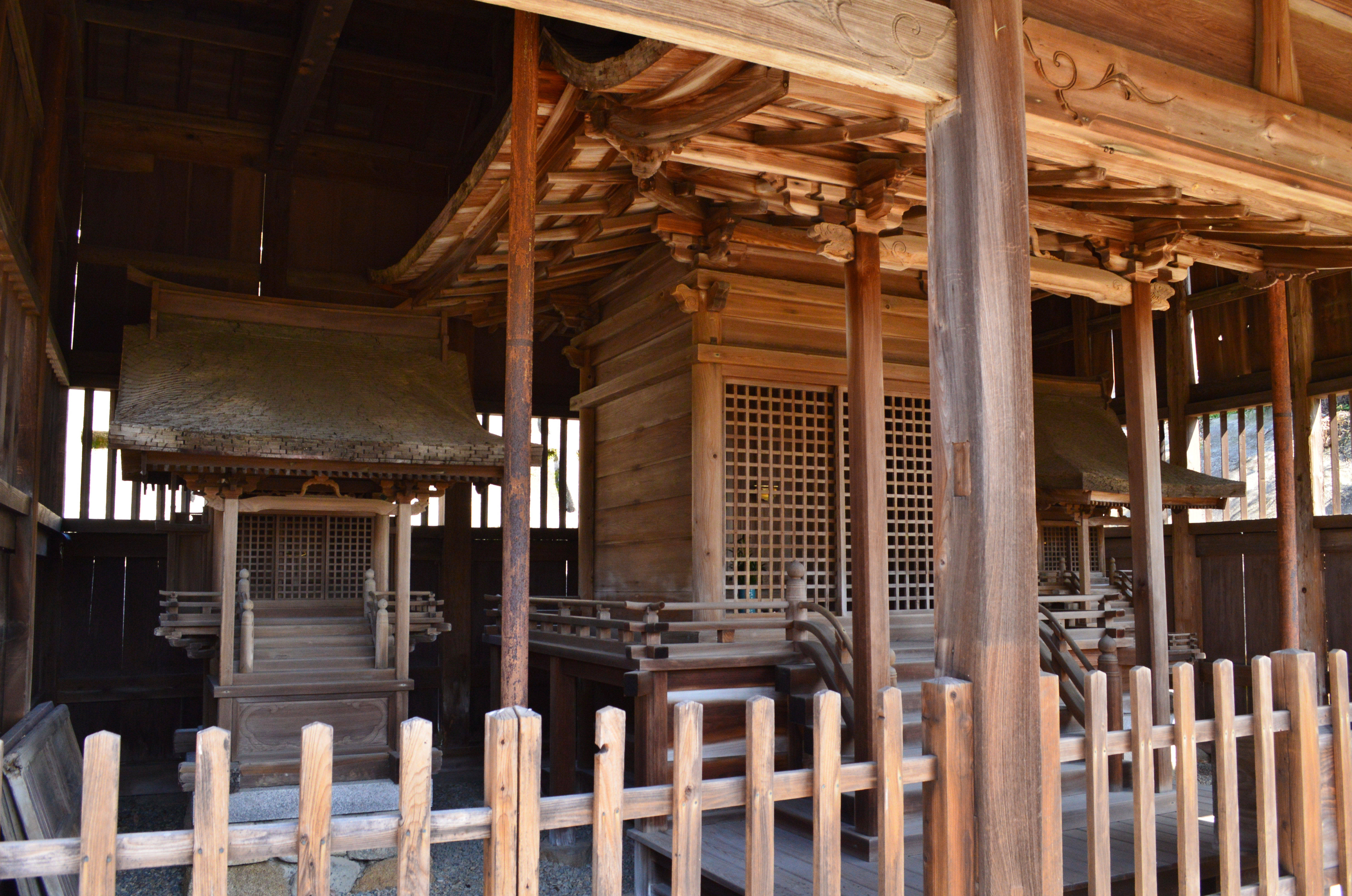
番神堂（国の重要文化財）
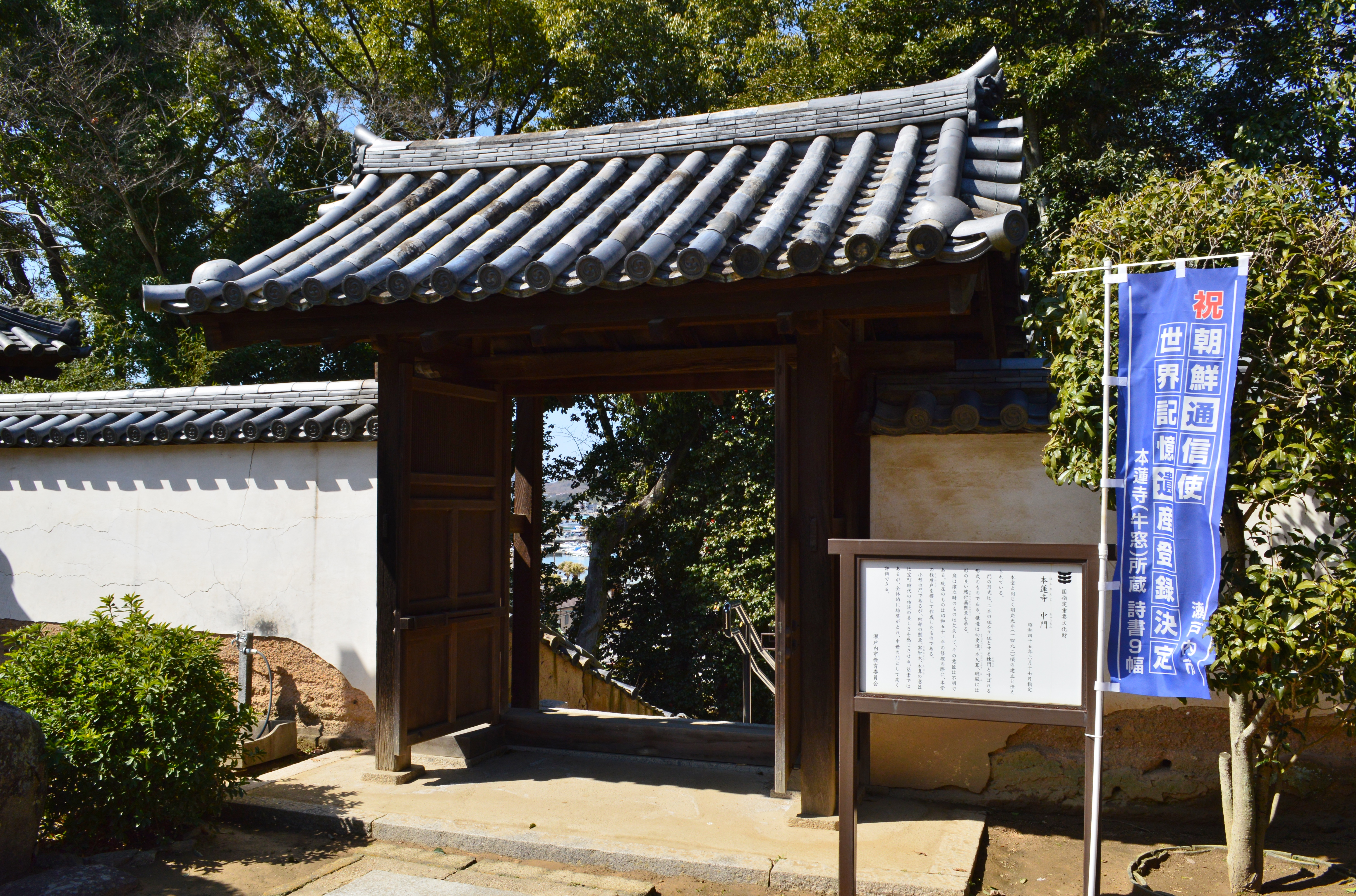
中門（国の重要文化財）

## 文化財

### 国の重要文化財
- 本堂[4]
- 番神堂（東祠[5]、中祠[6]、西祠[7]）3棟[9]
- 中門[8]

### 国の史跡
- 朝鮮通信使遺跡 牛窓本蓮寺境内[1][10]

### 岡山県指定文化財
- 重要文化財（有形文化財）
  - 三重塔[11]
  - 祖師堂[12]

### 瀬戸内市指定文化財
- 本蓮寺山門

## アクセス
- 両備バス牛窓行きにて本蓮寺下車徒歩約1分。